# Murat Yakin
Murat Yakin, född 15 september 1974 i Basel, är en schweizisk fotbollstränare och före detta spelare. Han är förbundskapten för det schweiziska landslaget.

## Spelarkarriär

### Klubblag
Yakin inledde sin fotbollskarriär i Concordia i hemstaden Basel. Han slog igenom som mittback för Grasshoppers i mitten på 1990-talet. Han utsågs vid den schweiziska fotbollsgalan 1995 till den senaste säsongens bäste unge spelare. När han 1997 lämnade Grasshopper hade han hjälpt klubben till två ligatitlar och en inhemsk cuptitel.
Utanför Schweiziska ligan har Yakin spelat i Bundesliga för Stuttgart och Kaiserslautern samt i Turkiet för Fenerbahce.
År 2001 återkom Yakin till hemstaden då han skrev på för FC Basel. Det blev fem framgångsrika år för Murat och klubben, tre liga- och två cuptitlar, innan han lade ned spelarkarriären 2006.

### Landslag
Yakin spelade 49 landskamper i det schweiziska landslaget mellan 1994 och 2004. Han medverkade i alla Schweiz gruppspelsmatcher i EM 2004.

## Personligt
Yakin har turkiskt påbrå, hans mor invandrade till Schweiz på 1970-talet. Murat är äldre bror till Hakan Yakin, även han en framgångsrik fotbollsspelare med bland annat 87 landskamper för Schweiz. Dessutom har en av Murat och Hakans halvbröder, Ertan Irizik, spelat proffsfotboll i Schweiz för Basel och St. Gallen. Bröderna växte upp i Münchenstein i Basels utkanter.

## Tränarkarriär
Efter ett flertal uppdrag som tränare för schweiziska klubbar, därtill en sejour i Ryssland med Spartak Moskva, fick Yakin under 2021 uppdraget som Schweizisk förbundskapten.

## Meriter
Som spelare
- Schweizisk ligamästare 5 gånger: med Grasshoppers 1995, 1996, med Basel 2002, 2004, 2005

- Schweizisk cupmästare 3 gånger: med Grasshoppers 1994, med Basel 2003, 2004

- Årets unga spelare i Schweiziska superligan 1994

- Årets spelare i Schweiziska superligan 2002[4][5]

Som tränare
- Schweizisk ligamästare 2 gånger: med Basel 2013, 2014